# 廖恩尉
廖文希(原名:廖恩尉) Liu Firen(Liu Yan Wai)，1989年7月9日—），香港女子劍擊運動員。她早年就讀協恩中學附屬小學，拔萃女書院，香港三育中學，林大輝中學。

## 簡歷
2014年9月，廖恩尉代表中國香港參加南韓仁川舉行的亞運會劍擊比賽，與鄭曉霖、張楚瑩和連寶香合作贏得女子花劍團體賽銅牌。
2018年8月，廖恩尉代表中國香港出戰在印尼雅加達舉行的亞洲運動會劍擊比賽。她在女子花劍個人賽準決賽中，與中國的傅依婷爭入決賽，她在落後3比9下，連追至10比14，惟最終以10比15敗陣，奪得一面銅牌，除了贏得個人首面亞運獎牌外，也追平港隊上屆在仁川亞運的個人成績。賽後，廖恩尉表示：「我上屆得第五，今年得到銅牌，是值得高興的，但開心並不是因為我拿到了銅牌，而是因為我今年全年的表現都很差，今日我終於打出應有的水準，有一兩場甚至是超乎我的能力和預期，這才是令我最開心的。」